# Serques
Serques é uma comuna francesa na região administrativa de Altos da França, no departamento de Pas-de-Calais. Estende-se por uma área de 10,43 km². Em 2010 a comuna tinha 1 181 habitantes (densidade: 113,2 hab./km²).